# Gunnar Berge

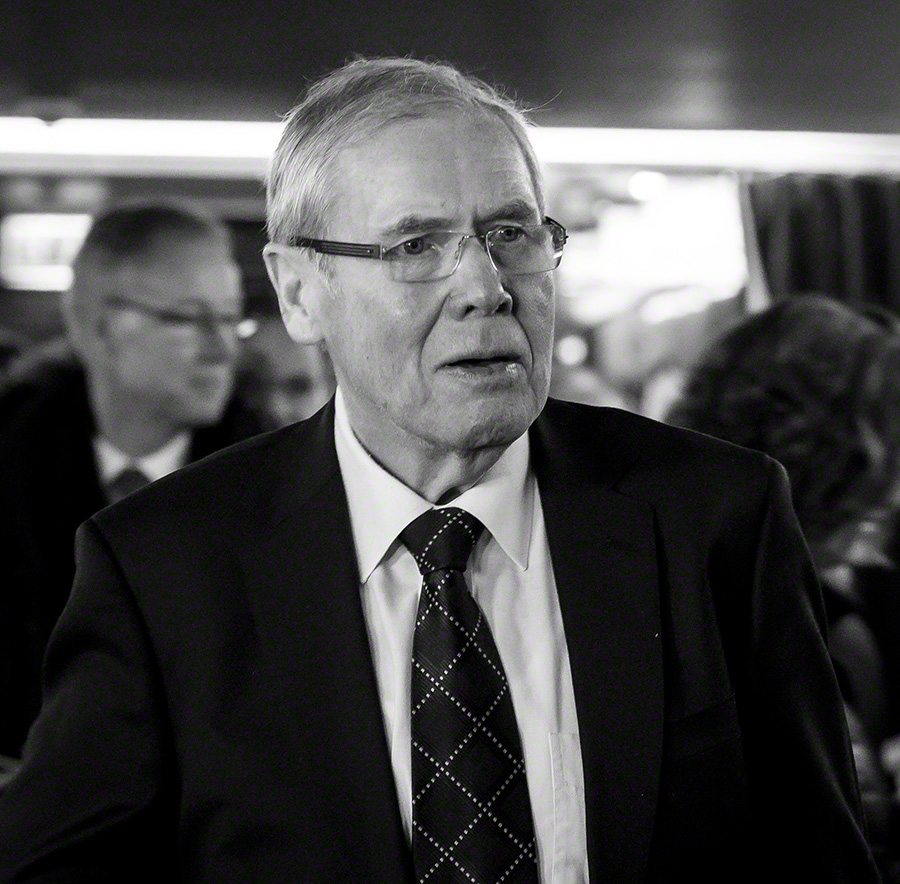
Gunnar Berge år 2016.

Gunnar Berge, född 29 augusti 1940 i Etne, Hordaland, är en norsk politiker som representerar Arbeiderpartiet. Han var finansminister i Regeringen Brundtland II 1986-1989. 1990 anställdes han som direktör för den statliga myndigheten Oljedirektoratet, men tillträdde inte förrän vid årsskiftet 1997, eftersom han var stortingsrepresentant och kommunal- och arbeidsminister. 2007 avgikk han som oljedirektör och blev styrelseordförande i det statliga oljebolaget Petoro. Berge var medlem i Norska Nobelkommittén 1997-2000 och dess ordförande 2000-2002.